# Mistrzostwa Świata w biegu 24-godzinnym 2019
13. Mistrzostwa Świata w biegu 24-godzinnym 2019 – zawody lekkoatletyczne, które odbyły się 26 i 27 października 2019 w Albi.
Polska drużyna kobiet zdobyła srebrny medal, Patrycja Bereznowska brązowy medal indywidualnie, a w rywalizacji mężczyzn Andrzej Piotrowski ustanowił nieoficjalny rekord Polski w biegu 24-godzinnym.

## Medaliści
|                         | 1. miejsce                                                                 | Rezultat   | 2. miejsce                                                                             | Rezultat   | 3. miejsce                                                       | Rezultat   |
| Mężczyźni indywidualnie | Aleksandr Sorokin                                                          | 278,972 km | Tamás Bódis                                                                            | 276,222 km | Olivier Leblond                                                  | 275,485 km |
| Mężczyźni drużynowo     | Stany Zjednoczone 1. Olivier Leblond · 2. Jacob Jackson · 3. Harvey Lewis  | 799,754 km | Węgry 1. Tamás Bódis · 2. Zoltán Csécsei · 3. Levente Halama                           | 782,241 km | Francja 1. Erik Clavery · 2. Stephane Ruel · 3. Valentin Costa   | 779,076 km |
| Kobiety indywidualnie   | Camille Herron                                                             | 270,116 km | Nele Alder-Baerens                                                                     | 254,288 km | Patrycja Bereznowska                                             | 247,723 km |
| Kobiety drużynowo       | Stany Zjednoczone 1. Camille Herron · 2. Pam Smith · 3. Courtney Dauwalter | 746,132    | Polska 1. Patrycja Bereznowska · 2. Aleksandra Niwińska · 3. Malgorzata Pazda-Pozorska | 721,124 km | Niemcy 1. Nele Alder-Baerens · 2. Julia Fatton · 3. Antje Krause | 696,846 km |

## Reprezentacja Polski

### Mężczyźni
Drużyna mężczyzn zajęła 4. miejsce z wynikiem 748,179 km
| Miejsce | Zawodnik            | Klub                 | Rezultat   |
| 6.      | Andrzej Piotrowski  | WKS Wawel Kraków     | 267,964 km |
| 14.     | Rafał Kot**         | PKS Gwardia Szczytno | 251,398 km |
| 24.     | Andrzej Wereszczak  | UKS Czwórka Żory     | 243,894 km |
| 32.     | Leszek Małyszek     | AZS-AWF Katowice     | 236,320 km |
| 44.     | Krzysztof Brączyk   | MGLKS Grom Więcbork  | 227,491 km |
| 155.    | Przemysław Basa     | TL Pogoń Ruda Śląska | 153,676 km |
| 174.    | Andrzej Radzikowski | LKS Olymp Błonie     | 125,347 km |

** Klasyfikacja wyłącznie indywidualna.

### Kobiety
Drużyna kobiet zajęła 2. miejsce z wynikiem 721,124 km
| Miejsce | Zawodniczka                | Klub                 | Rezultat   |
| 3.      | Patrycja Bereznowska       | Wieliszew Heron Team | 247,723 km |
| 9.      | Aleksandra Niwińska        | LKS Olymp Błonie     | 238,379 km |
| 10.     | Małgorzata Pazda-Pozorska  | AML Słupsk           | 235,021 km |
| 18.     | Aneta Rajda                | TL Pogoń Ruda Śląska | 223,277 km |
| 124.    | Milena Grabska-Grzegorczyk | UKS Azymut Pabianice | 125,482 km |
| 145.    | Monika Biegasiewicz        | MKL Szczecin         | 64,216 km  |